# SN 2007nc
SN 2007nc – supernowa typu Ib-? odkryta 8 października 2007 roku w galaktyce A000109+0104. W momencie odkrycia miała maksymalną jasność 22,50m.